# Leo Aberer
 (janvier 2017).
Leo Aberer est un chanteur autrichien né le 27 mars 1978, à Vienne, en Autriche.
Il a participé à la sélection de son pays d'origine au Concours Eurovision de la chanson 2011 en interprétant la chanson There will never be another you,  mais il a été éliminé dans les finales. En 2005, il a participé à Ö3 Soundcheck.